# Leuculopsis unifasciata
Leuculopsis unifasciata är en fjärilsart som beskrevs av Druce 1892. Leuculopsis unifasciata ingår i släktet Leuculopsis och familjen mätare. Inga underarter finns listade i Catalogue of Life.